# Grano
Grano és una població dels Estats Units a l'estat de Dakota del Nord. Segons el cens del 2000 tenia 9 habitants.

## Demografia
Segons el cens del 2000, Grano tenia 9 habitants, 5 habitatges, i 3 famílies. La densitat de població era d'11,6 hab./km².
Dels 5 habitatges en un 0% hi vivien nens de menys de 18 anys, en un 60% hi vivien parelles casades, en un 0% dones solteres, i en un 40% no eren unitats familiars. En el 40% dels habitatges hi vivien persones soles el 40% de les quals corresponia a persones de 65 anys o més que vivien soles. El nombre mitjà de persones vivint en cada habitatge era d'1,8 i el nombre mitjà de persones que vivien en cada família era de 2,33.
Per edats la població es repartia de la següent manera: un 0% tenia menys de 18 anys, un 11,1% entre 18 i 24, un 44,4% entre 25 i 44, un 0% de 45 a 60 i un 0% 65 anys o més.
L'edat mediana era de 44 anys. Per cada 100 dones de 18 o més anys hi havia 80 homes.
La renda mediana per habitatge era de 16.250 $ i la renda mediana per família de 0 $. Els homes tenien una renda mediana de 0 $ mentre que les dones 16.250 $. La renda per capita de la població era de 15.000 $. Cap de les famílies estaven per davall del llindar de pobresa.

## Poblacions més properes
El següent diagrama mostra les poblacions més properes.